# Spicken (Kochen)

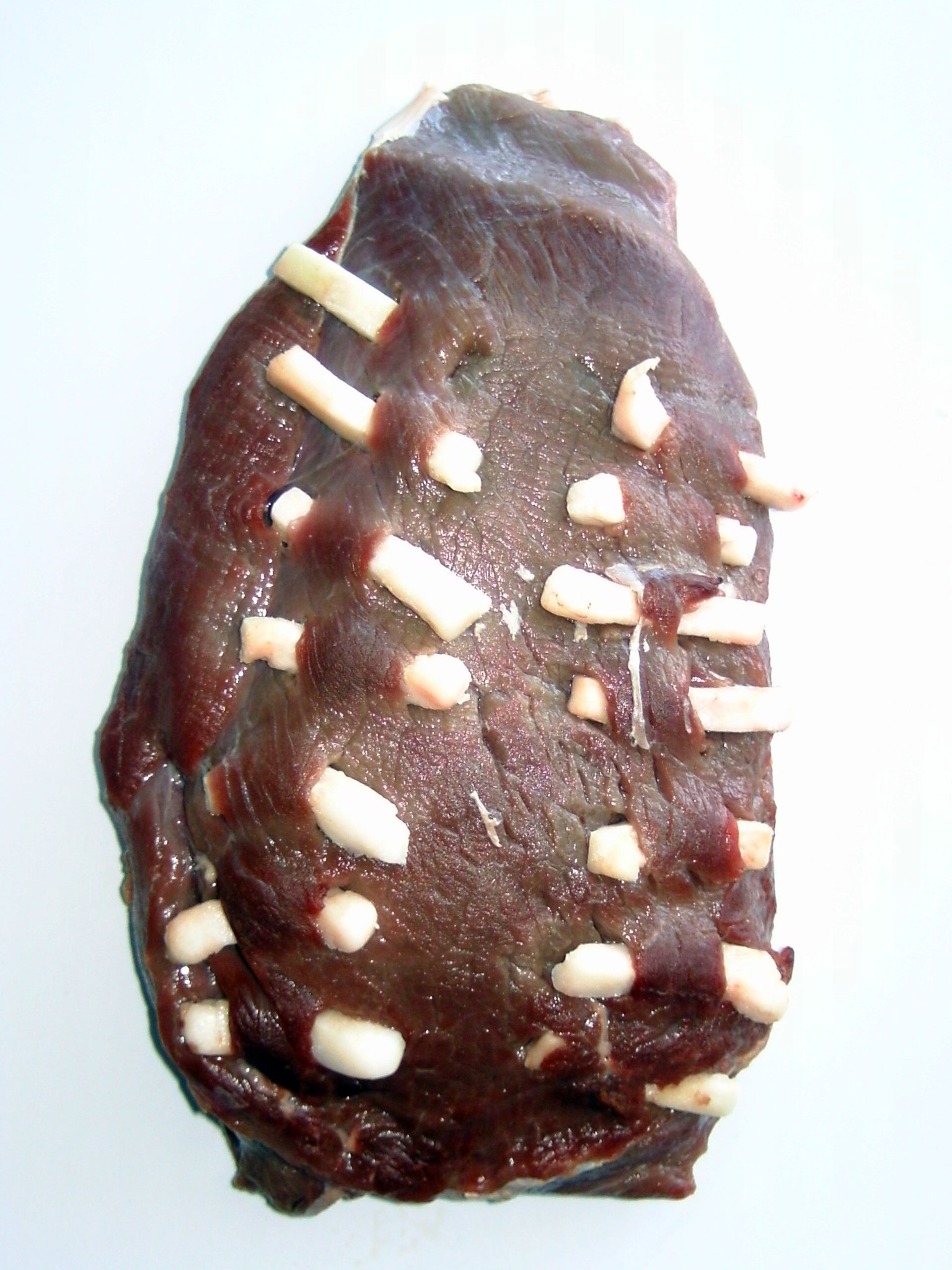
Gespicktes Hirschfleisch (Schulter)

Beim Spicken, auch Bigarrieren oder Lardieren genannt, wird mageres Fleisch, besonders von Rind (Sauerbraten, Rinderfilet), Wild und Wildgeflügel, mit Streifen von frischem („grünem“), selten geräuchertem fettem Speck durchzogen, um das Austrocknen beim Braten zu verhindern und ihm zusätzlich Aroma zu verleihen. Dazu werden mehrere Zentimeter lange, bleistiftdünne Speckstreifen mit einer Spicknadel durch die obere Fleischschicht gezogen, so dass sie an beiden Enden etwas hervorstehen. Früher diente das Spicken nicht nur dazu, die Fleischstücke „saftiger zu machen“, sondern ihnen sollte damit auch ein „gefälliges, zum Genusse einladendes Ansehen“ gegeben werden.
Beim Bigarrieren (von französisch bigarrer = mustern, bunt machen, verzieren) werden auch Streifen von Trüffel, Knoblauch, Gurken, Wurst, Schinken oder fantasievoll anderen aromatischen Köstlichkeiten in den Braten (dekorativ) eingearbeitet, beim Lardieren (von französisch lard = Speck) werden die dünnen Speckstreifen längs zu den Muskelfasern eingearbeitet, was zwar aromaschonender, jedoch viel schwieriger als das übliche einfache Spicken – quer zu den Fasern – ist.
Heute wird dem Spicken meist das Bardieren (umwickeln mit dünnen Speckscheiben) vorgezogen, da dabei das Fleisch nicht verletzt und zugleich seine Oberfläche vor dem Austrocknen geschützt wird.